# جوفاني ديلا روفيري
جوفاني ديلا روفيري (سافونا، 1457 - روما، نوفمبر 1501) كوندوتييرو إيطالي من عصر النهضة .
جوفاني ديلا روفيري هو ابن شقيق البابا سيكستوس الرابع (فرانشيسكو ديلا روفيري) ، أصبح بفضل عمه في سنة 1474 حاكم سينيغاليا وموندافيو . و كان محافظ روما ودوق سورا وأرشي. وهو شقيق الكاردينال جوليانو ديلا روفيري الذي صار لاحقاً البابا يوليوس الثاني. صاهر جوفاني فيديريكو دا مونتيفلترو بزواجه من ابنته جوفانا . كما يذكر جوفاني ديلا روفر بصفته القائد العام للكنيسة و اسمه مرتبط بالمعاقل الروفيرية في سينيغاليا وموندافيو .